# ʻIolani-Palast
Der ʻIolani-Palast (auch  'Iolani-Palast, Iolani-Palast) ist die ehemalige königliche Residenz in Honolulu, der heutigen Hauptstadt des Bundesstaates Hawaiʻi der Vereinigten Staaten. Er liegt im Hawaii Capital Historic District.

## Bedeutung des Namens
Der Name besteht aus den Wörtern ʻio (Hawaiibussard) und lani (hawaiisch: himmlisch, edel, königlich). ʻIolani war einer der hawaiischen Namen Kamehamehas IV., des Vorgängers und Bruders von Kamehameha V.

## Geschichte

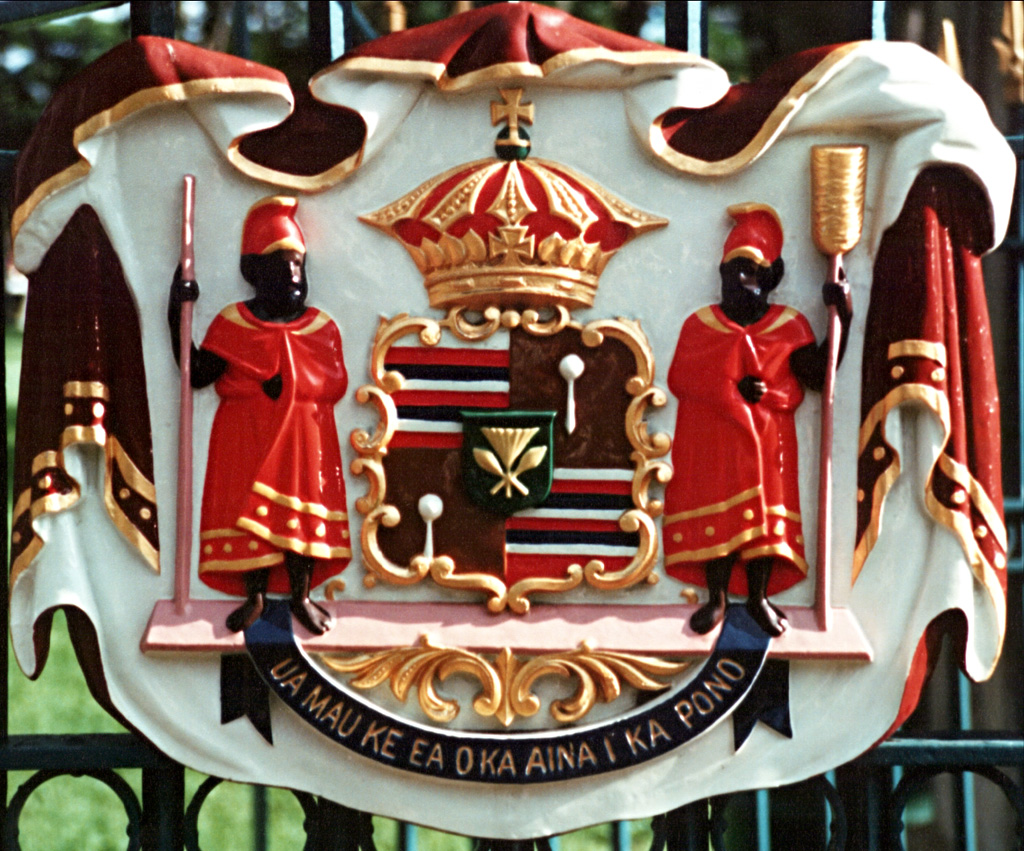
Wappen des Königreiches Hawaiʻi an der Umfriedung des Palastgeländes

König Kamehameha III. Kauikeaouli wählte im Jahre 1845 Honolulu auf der Insel Oʻahu als ständige Hauptstadt. Das Haus von Mataio Kekūanaōʻa, des Gouverneurs von Oʻahu, wurde dem König übergeben und diente von nun an als Residenz. Kamehameha V. führte 1863, kurz nach dem Tode seines Bruders Kamehameha IV., den Namen ʻIolani ein.
Während eines Aufenthaltes von König David Kalākaua in den USA (1874/75) wurde das Residenzgebäude abgerissen, dessen baulicher Zustand sich zunehmend verschlechtert hatte. Die Bewilligung der für einen Neubau nötigen Mittel durch das Parlament nahm längere Zeit in Anspruch. Am 31. Dezember 1879 wurde mit freimaurerischen Ritualen der Grundstein für ein neues Palastgebäude gelegt, das 1882 fertiggestellt wurde.
1895 wurde die durch einen Staatsstreich zum Thronverzicht gezwungene Königin Liliʻuokalani nach dem missglückten Versuch einer Gruppe von Royalisten, das Königreich wiederherzustellen, für mehrere Monate im Palast inhaftiert.
Nach dem Sturz der Königin Liliʻuokalani diente das Gebäude als Regierungs- und Parlamentsgebäude der Provisorischen Regierung, der Republik Hawaiʻi und nach der Annexion durch die USA (1898) der Regierung des Territory of Hawaiʻi. Während des Zweiten Weltkrieges unter dem über Hawaiʻi verhängten Kriegsrecht war der ʻIolani-Palast Sitz des Militärgouverneurs. Nachdem Hawaiʻi im Jahre 1959 Bundesstaat der USA geworden war, diente das Gebäude bis 1969 als State Capitol. Am 29. Dezember 1962 wurde der Palast als ein National Historic Landmark anerkannt. Am 15. Oktober 1966 wurde er in das National Register of Historic Places aufgenommen.
Nach der Einweihung des neuen Hawaii State Capitol im Jahre 1969 begann die Restaurierung des ʻIolani-Palastes, der nach Abschluss der Arbeiten am Gebäude 1978 für die Öffentlichkeit zugänglich wurde.
Im Unterschied zu anderen öffentlichen Gebäuden in Hawaiʻi weht über dem ʻIolani-Palast in der Regel allein die Flagge Hawaiʻis (Ka Hae Hawaiʻi).

## Innenarchitektur
In der Grand Hall befindet sich die große Haupttreppe aus Koa. Wichtige Räume des Palastes werden im Laufe der weiter andauernden Restaurierungsarbeiten in ihrer historischen Gestalt wiederhergestellt. Dabei wird versucht, die ursprünglichen Ausstattungsstücke zu beschaffen, soweit sie erhalten sind.
Im Blue Room, einem Raum für informelle Empfänge, befindet sich unter anderem ein Gemälde des französischen Königs Louis Philippe von Franz Xaver Winterhalter.
Der State Dining Room für Staatsbankette ist mit den Gemälden europäischer Herrscher und anderer Persönlichkeiten  ausgestaltet, die als Staatsgeschenke nach Hawaiʻi kamen. Die ersten Porträts, die 1831 als Geschenke an Kamehameha III. Kauikeaouli nach Honolulu gelangten, zeigen Friedrich Wilhelm III. und seinen Generalfeldmarschall Gebhard Leberecht von Blücher. Weitere Beispiele sind das 1847 an den hawaiischen Hof gelangte Porträt Friedrich Wilhelms IV. von Preußen und das Napoléons III. Auch ein Gemälde des britischen Admirals Richard Darton Thomas, der 1843 nach einem Zwischenfall die Souveränität des Königreichs Hawaiʻi wiederhergestellt hatte, befindet sich hier.

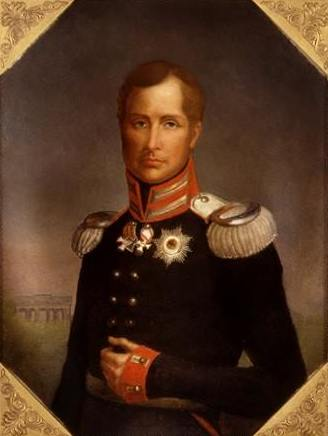
Friedrich Wilhelm III.
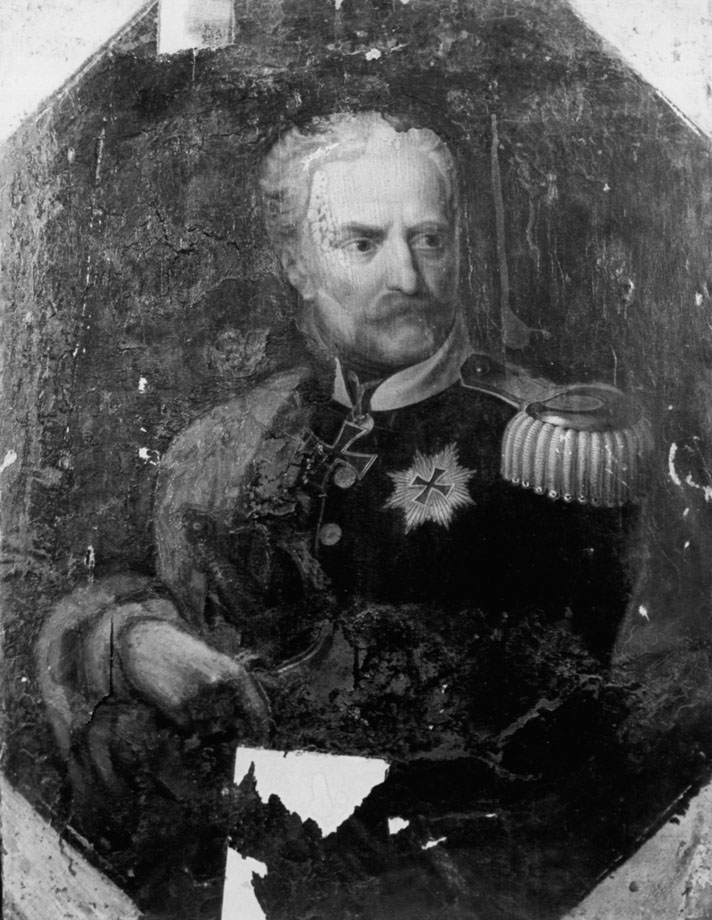
Generalfeldmarschall Blücher
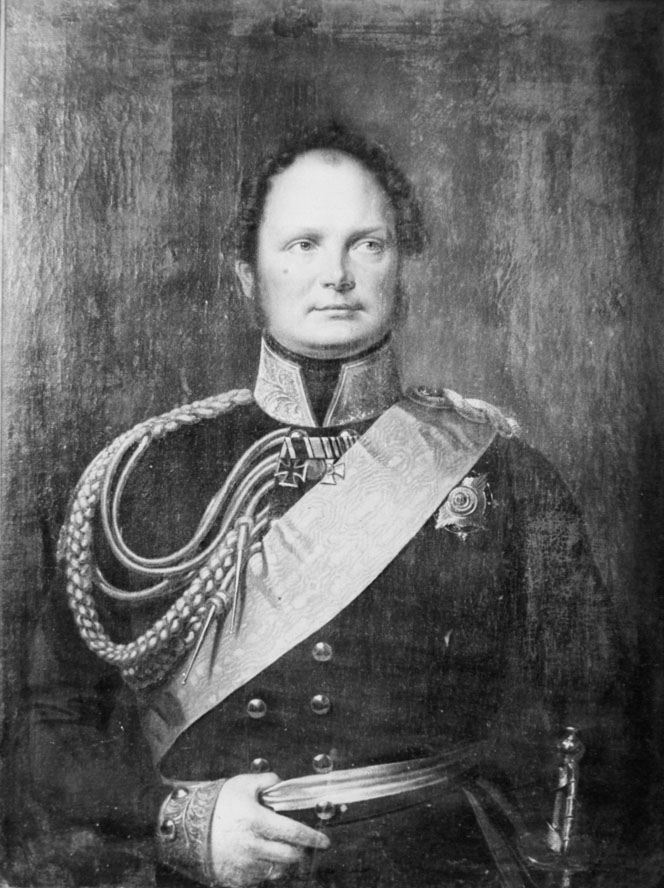
Friedrich Wilhelm IV.
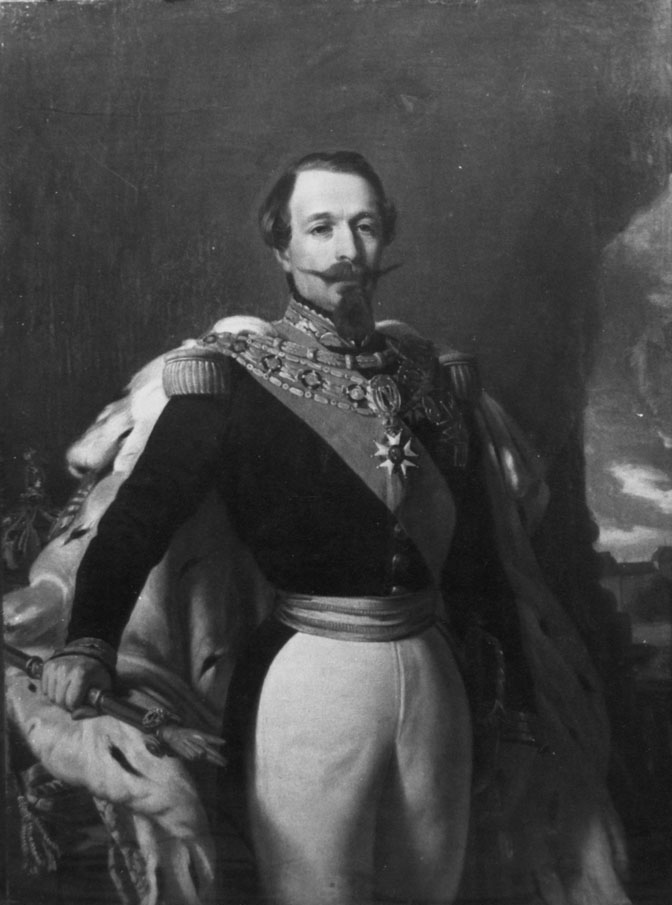
Napoleon III.
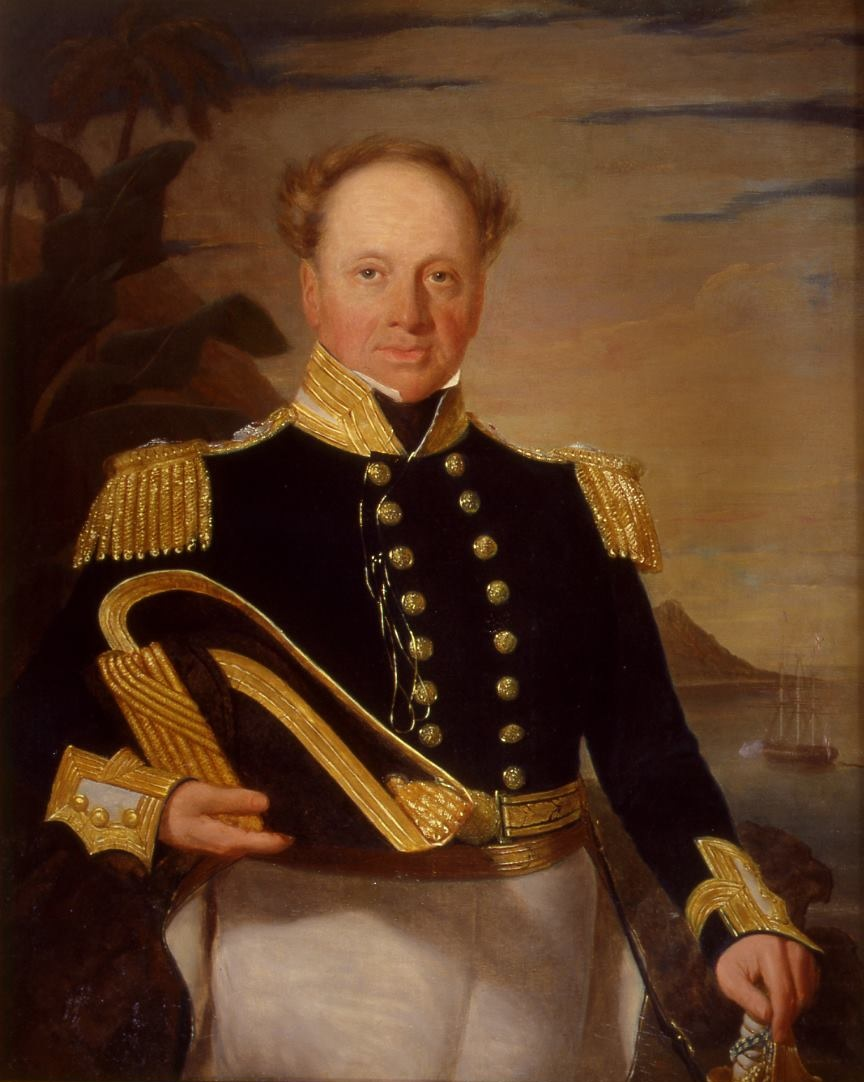
Richard D. Thomas

Der Thronsaal (Throne Room) diente nicht nur für offizielle Empfänge, sondern wurde auch als Ballsaal genutzt. Der während eines Aufenthalts in San Francisco verstorbene König Kalākaua wurde in diesem Raum 1891 aufgebahrt.
Im selben Stockwerk befinden sich auch die Bibliothek, das Schlafgemach König Kalākauas und ein Musiksalon (Gold Room). Das Obergeschoss war den Privaträumen vorbehalten.

## The Friends of ʻIolani Palace
Liliʻuokalani Kawananākoa Morris gründete 1966 die Organisation The Friends of ʻIolani Palace, deren Anliegen es unter anderem ist, den ʻIolani-Palast zu erhalten, zu restaurieren und seine Geschichte bekanntzumachen. Die Freunde des ʻIolani-Palastes verwalten zurzeit auch das Gebäude und organisieren vielfältige Aktivitäten im Palast und auf dem Palastgelände.

## Palastgelände
Auf dem umfriedeten Gelände um den ʻIolani-Palast befinden sich weitere Anlagen wie der achteckige Krönungspavillon und die ʻIolani-Kaserne (ʻIolani Barracks). Die ursprünglich ebenfalls hier befindlichen Königsgräber wurden nach Fertigstellung des Königlichen Mausoleums Mauna ʻAla im Nuʻuanu-Tal (1865) dorthin verlegt.
Auf dem Palastgelände findet freitags ein öffentliches Konzert der Royal Hawaiian Band statt.

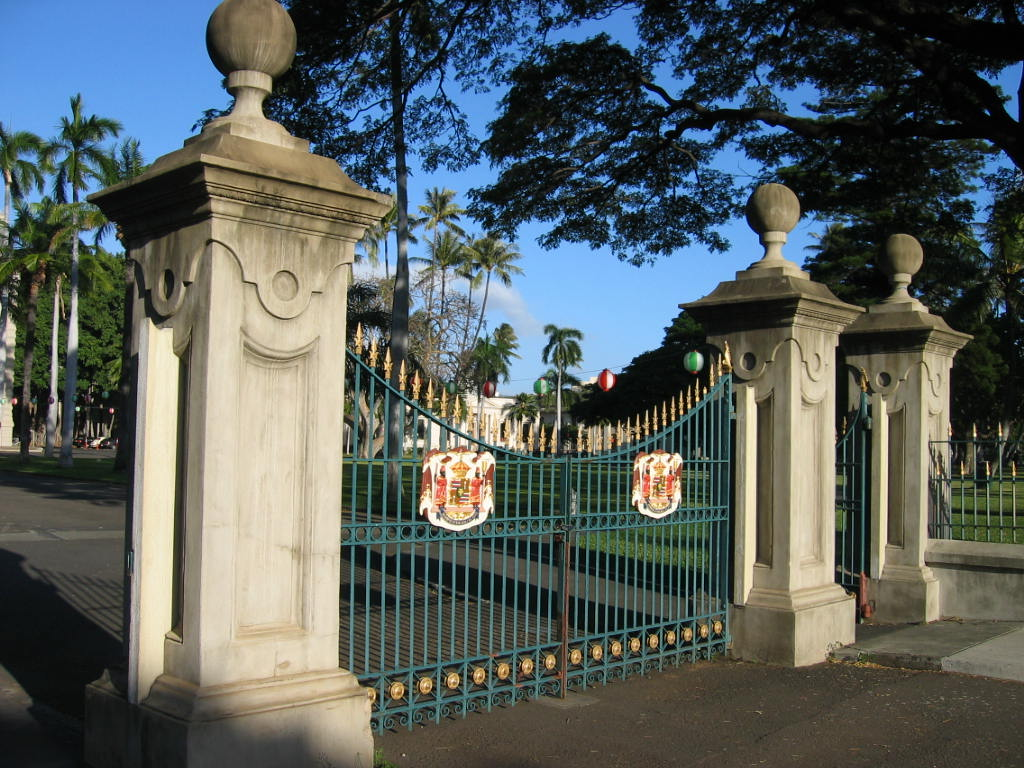
Eingang zum Palastgelände
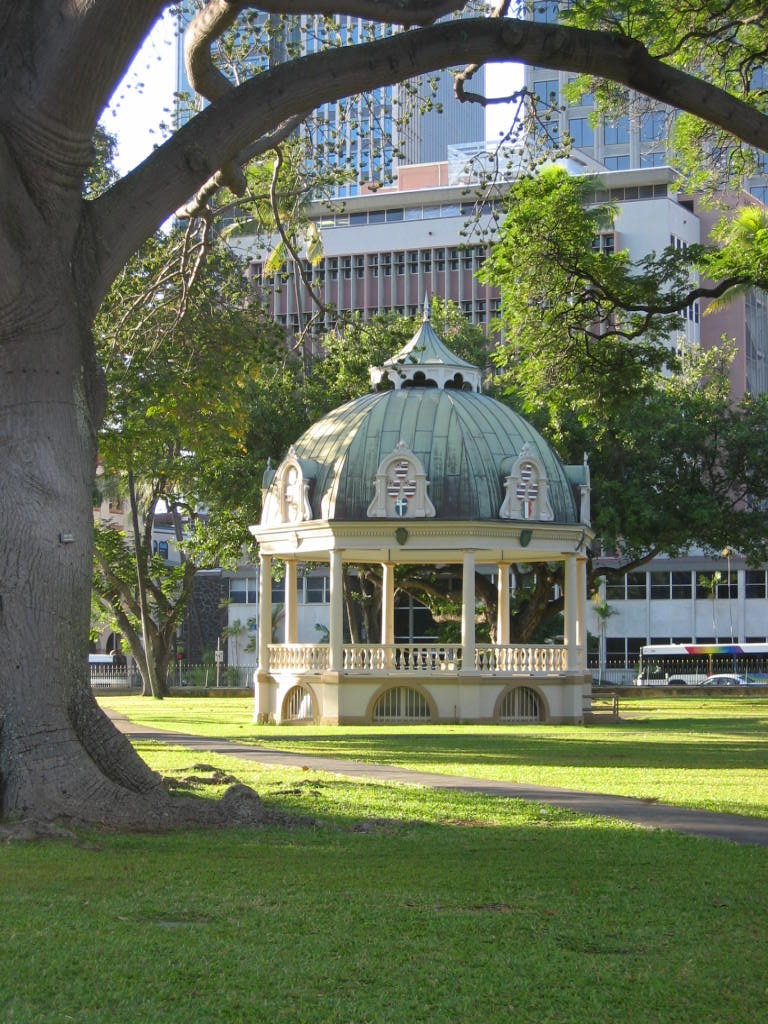
Krönungspavillon
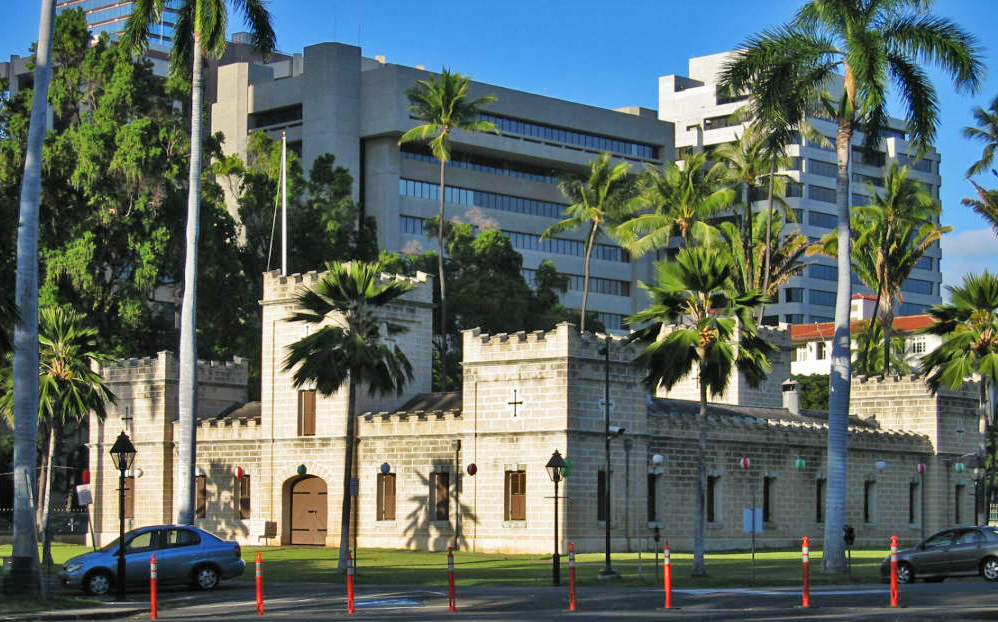
ʻIolani-Kaserne
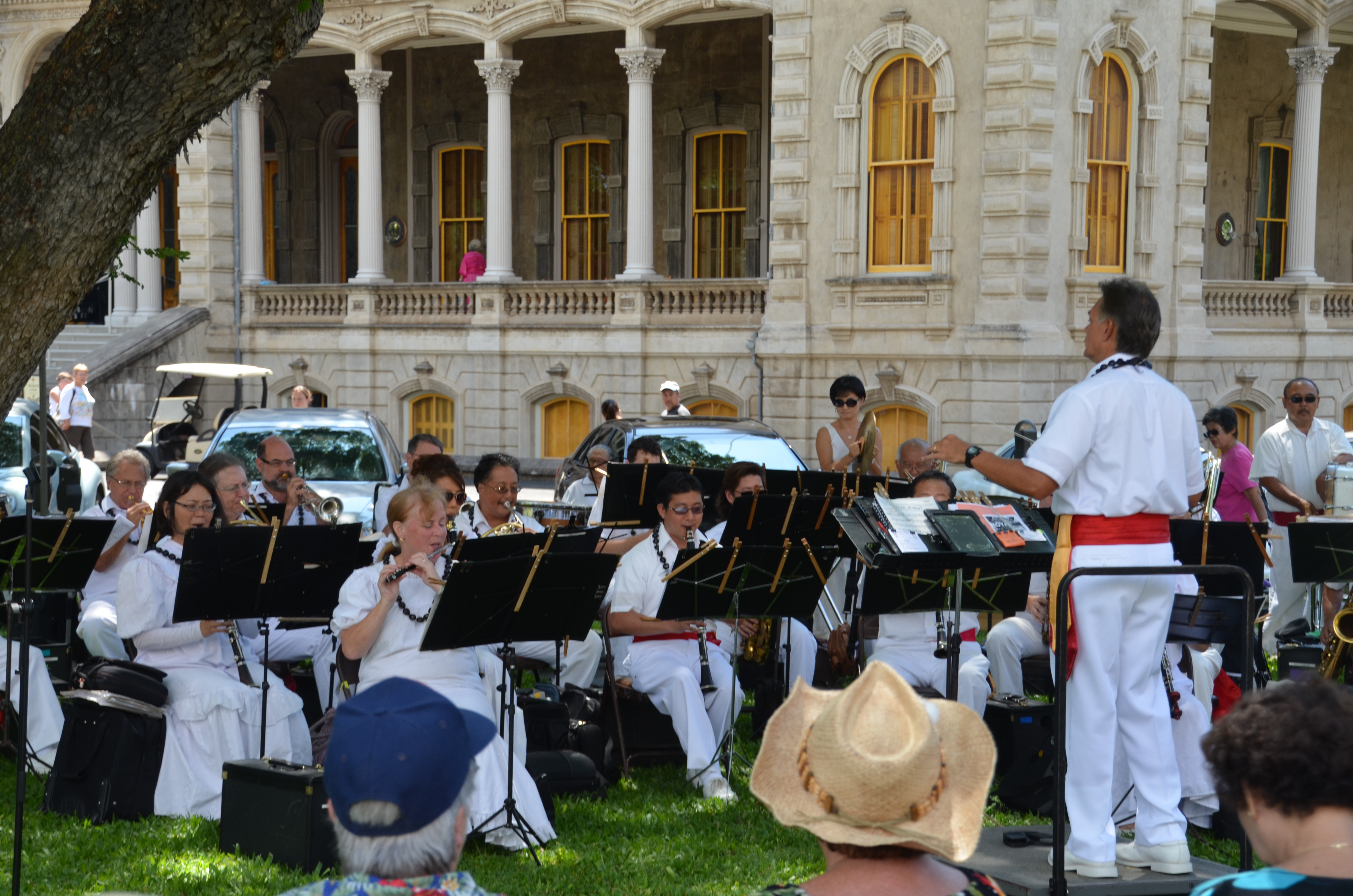
Freiluftkonzert der Royal Hawaiian Band